# Stała Hamakera
Stała Hamakera – współczynnik proporcjonalności w wyrażeniach określających zależność siły oddziaływania od odległości pomiędzy obiektami o różnym składzie chemicznym (cząsteczki, cząstki np. koloidalne, obiekty makroskopowe – odrębne fazy) oraz różnych kształtach. Wielkość stałej Hamakera zależy także od ośrodka w którym te obiekty są umieszczone - pozwala np. w prosty sposób wytłumaczyć przyciąganie, jak i odpychanie pomiędzy ciałami fizycznymi w zależności od właściwości ośrodka w którym są zanurzone.
Wartość stałej Hamakera A dla oddziaływań Van der Waalsa definiuje równanie:
{\displaystyle A=\pi ^{2}\times C\times \rho _{1}\times \rho _{2}}
gdzie {\displaystyle \rho _{1}} i {\displaystyle \rho _{2}} są liczbą atomów w jednostce objętości oddziałujących ciał, a C jest współczynnikiem dla potencjału pary atom–atom.